# Place Fernand-Soil
La place Fernand-Soil est une voie de Nantes, en France.

## Situation et accès
Située dans le Centre-ville de Nantes la place Fernand-Soil est pavée et fait partie d'une zone piétonne. Elle est au débouché de la rue Saint-Nicolas, de la rue de la Clavurerie, de la rue Basse-Casserie et la rue du Bois-Tortu.

## Origine du nom
La dénomination de cette petite place est récente, puisqu'elle est due à une délibération du conseil municipal du 8 octobre 1990, afin de rendre hommage à Fernand Soil (1896-1984), qui a été secrétaire général de la ville de Nantes de 1938 à 1961.

## Historique
Avant les années 1960, cet espace était plus petit qu'il ne l'est aujourd'hui. En 1967, la construction d'un immeuble, au no 2 de l'allée d'Orléans (occupé notamment par l'hôtel « Le Concorde »), présentant une emprise moins étendue vers l'ouest que les constructions précédentes, permit d'agrandir cette place sur son côté est.
Cette place a été agrémentée de deux platanes d'Orient qui ombragent l'endroit.
En 2006, une peinture en trompe-l'œil représentant des devantures de plusieurs commerces a été réalisée côté est de la place sur la façade de l'hôtel « Le Concorde », par l'« école Murs Dec' », centre de formation professionnelle fondé à Nantes, spécialiste du trompe-l'œil,,.